# لادون (أسطورة)

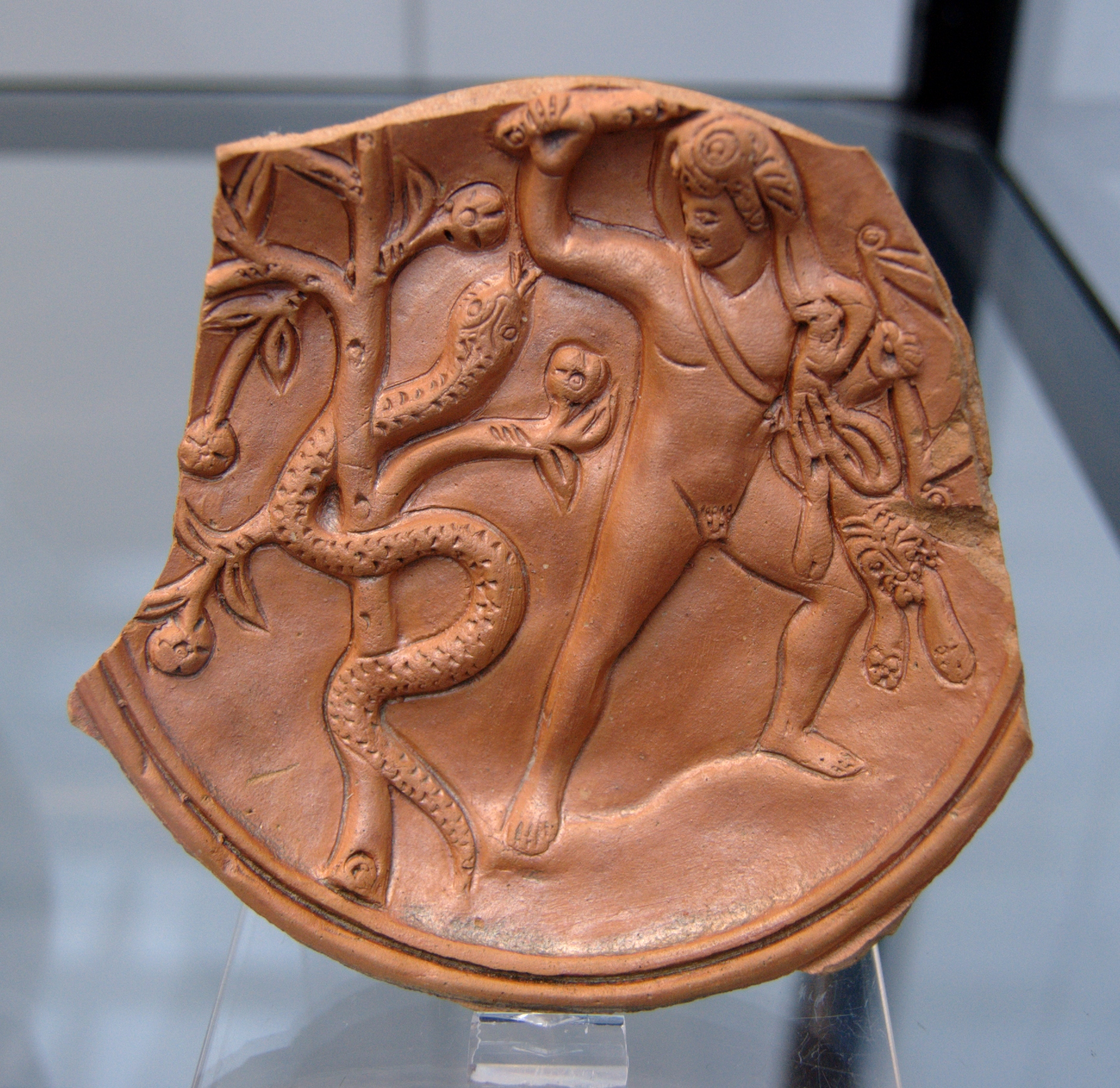
هرقل ولادون.

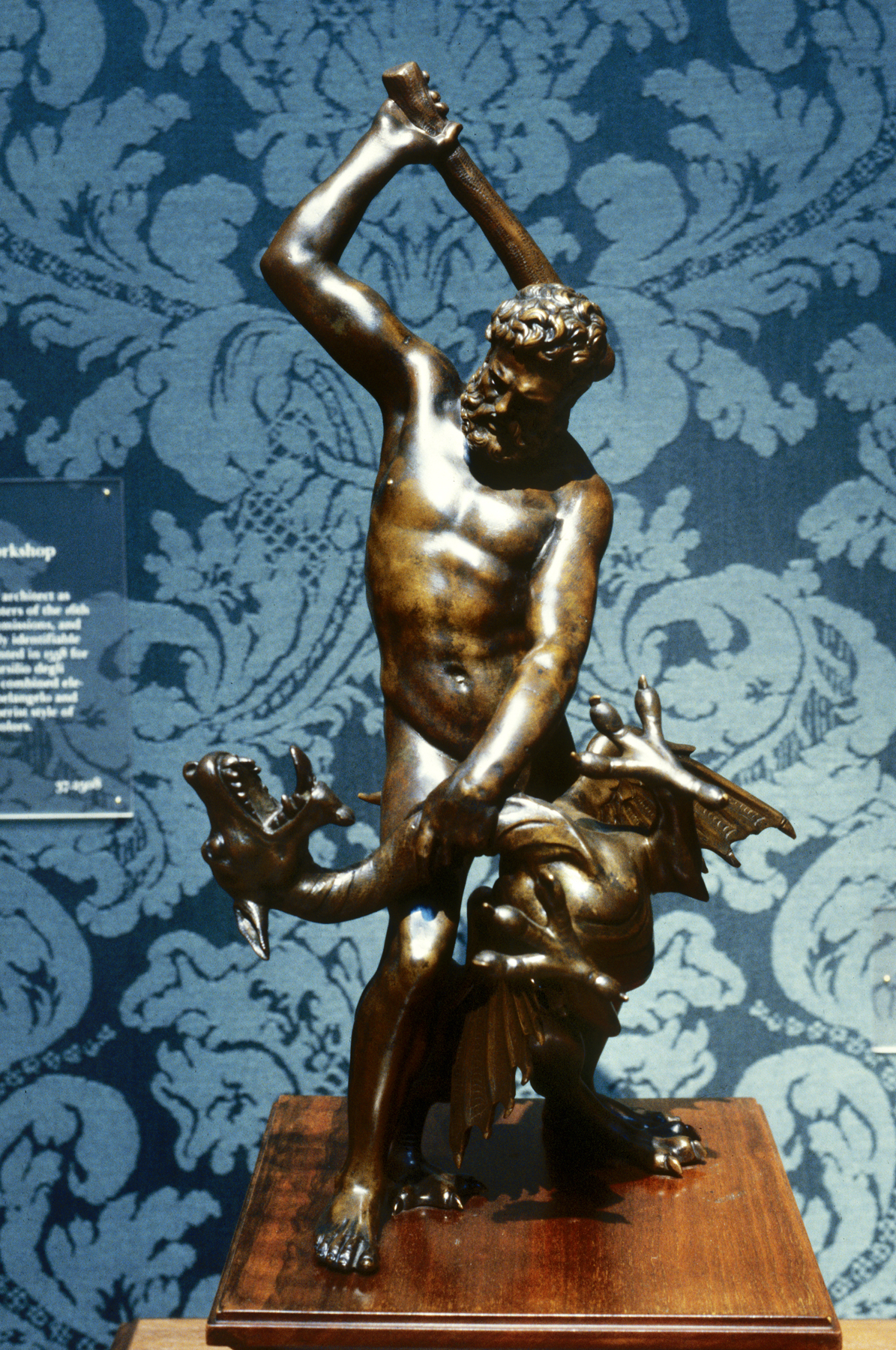
هرقل والتنين لادون، من ورشة جيامبولونيا ، أوائل القرن السابع عشر (متحف والترز للفنون).

لادون (باليونانية: Λάδων) هو وحش في الأساطير اليونانية.

## الأسطورة
كان لادون التنين الشبيه بالثعبان الذي يلتف حول الشجرة في حديقة هيسبيريدس ويحرس التفاح الذهبي. هزمه هرقل بقوس كان لديه. في اليوم التالي، مر جايسون وبحارو الأرجو في رحلة العودة من كولخيس فسمعوا رثاء إيجل «الساطع» إيجل، هو أحد الهيسبيريدس الأربعة، وشاهدوا لادون لا يزال ينتفض أو ينازع.
أكد بطليموس هيفايستيون أن «التنين الذي كان يحرس التفاح الذهبي كان شقيق الأسد النيمي».